# Distretto di Budakeszi
Il distretto di Budakeszi (in ungherese Budakeszi járás) è un distretto dell'Ungheria, situato nella provincia di Pest.